# Saroba finipalpis
Saroba finipalpis là một loài bướm đêm trong họ Noctuidae.